# Bondens naturreservat
Bondens naturreservat var ett naturreservat som var 396 hektar stort och sträcker sig mellan öarna Bonden i norr och Tuvan och Sydvästbrotten i söder, i Kvarken, Bottniska viken, utanför Västerbottens kust. Området ingår sedan 2012 i naturreservatet Örefjärden-Snöanskärgården.
Området, och då främst ön Bonden, är en viktig häckningsplats för alkor. Där häckar även silvertärna och det finns gråsäl. 
Ön Bonden blev naturminne genom ett beslut 1937. Från och med 1964 har regler om naturreservat gällt för området. År 1984 utvidgades reservatet.
För att skydda fågellivet och sälarna är det under perioden 15 april–15 september förbjudet att vistas inom 200 meter från Bonden, Sydvästbrotten eller Tuvan.